# 승두산
승두산(僧頭山)은 대한민국 강원특별자치도 평창군에 있는 산이다.

## 같이 보기
- 한국의 산